# Wirkungsrechnung
Die Wirkungsrechnung ergänzt das Rechnungswesen. Gesamtwirtschaftliche Wirkungsbeiträge aus der Wertschöpfungskette einer „Organisation“ (eines Unternehmens, einer Non-Profit-Organisation oder einer staatlichen Leistungsverwaltungseinheit
) werden erfasst, systematisiert und messbar gemacht.
In der Wirkungsrechnung wird das effektive Handeln (Fragestellung: "tun wir die richtigen Dinge ?") einer Organisation durch tangible Bewertungen abgebildet. Intangible Bewertungen werden verbal dargestellt. Die Bewertungen aus der Wirkungsrechnung werden als outcome bezeichnet. Die Wirkungsrechnung beantwortet Fragen aus dem strategischen Controlling.
Basis für eine Kosten- und Wirkungsanalyse ist neben der Wirkungsrechnung die Kosten- und Leistungsrechnung (KLR), wobei die Kosten als input und die Leistungen als output bezeichnet werden. In der KLR wird das effiziente Handeln (Fragestellung: "tun wir die Dinge richtig ?") einer Organisation abgebildet. Sie beantwortet Fragen aus dem operativen Controlling.
Für das Verwaltungscontrolling ist neben der KLR die Wirkungsrechnung gleichermaßen wichtig, um den volkswirtschaftlichen Wert staatlicher Leistungen zu quantifizieren und damit eine Bewertung zu ermöglichen.
Beispiel aus dem Wirkungscontrolling:
Im Harzvorland wird im Rahmen eines ländlichen Neuordnungsverfahrens (Flurbereinigung) eine Polderfläche mit einem Staudamm angelegt um das Winterhochwasser (Schneeschmelze) bzw. Hochwasser durch Starkregen eines Gewässers bei Bedarf aufzustauen. Durch diese Baumaßnahme werden Hochwasserschäden von Orten unterhalb des Flusslaufes vermieden.
Aus der Kosten-Leistungsrechnung ergeben sich Planungs- und Baukosten in Höhe von 5 Mio. Euro.
In einem Betrachtungszeitraum von 30 Jahren werden unter Berücksichtigung aller Aspekte Hochwasserschäden in Höhe von 15 Mio. Euro vermieden.
Der gesamtvolkswirtschaftliche Erfolg liegt somit unter Berücksichtigung des Betrachtungszeitraumes bei 10 Mio. Euro. Ausführlich hingeschrieben:
{\displaystyle {\text{Erfolg}}_{\text{ volksw.}}=-{\text{Kosten}}_{\text{ volksw.}}+{\text{Erlöse}}_{\text{ volksw.}}=-5\;{\text{Mio. €}}+15\;{\text{Mio. €}}=+10\;{\text{Mio. €}}}